# Ajit Shetty
Ajit Sunangal baron Shetty (Nellore, 20 mei 1946) is een Indiaas-Belgische bedrijfsleider en bestuurder. 

## Levensloop
Ajit Shetty studeerde eerst in zijn thuisland India en behaalde later een Ph.D. in de metallurgie en een bachelortitel in de natuurwetenschappen aan het Trinity College van de Universiteit van Cambridge in het Verenigd Koninkrijk, en een MBA aan de Carnegie Mellon University, in de Verenigde Staten.
In 1976 begon hij zijn carrière bij Janssen Pharmaceutica. Hij was er afgevaardigd bestuurder van 1999 tot 2008 en voorzitter van de raad van bestuur van 2004 tot 2012 in opvolging van Bob Stouthuysen.
Shetty is getrouwd met Christine Clerinx, een nicht van Paul Janssen, stichter van Janssen Pharmaceutica. Hij was ook lid van het Corporate Center Group Operating Committee en vicepresident Enterprise Supply Chain van Johnson & Johnson.
Sinds 2012 is hij bestuurder van siliconenproducent Soudal., sinds 2016 voorzitter van de raad van bestuur van het Vlaams Instituut voor Biotechnologie, sinds 2016 bestuurder van het Amerikaanse farmabedrijf Agile Therapeutics en sinds 2017 bestuurder van het Amerikaanse biofarmaceutisch bedrijf Actinium Pharmaceuticals. Hij is tevens voorzitter van het investeringsfonds Newton Biocapital Fund, lid van de raad van beheer van de Carnegie Mellon-universiteit en sinds 2014 bestuurder van het Instituut voor Tropische Geneeskunde. Hij was ook bestuursvoorzitter van het Multinational Companies Belgium Forum en lid van het adviescomité van de Carey School of Business van de Johns Hopkins-universiteit. Van 2021 tot 2022 was hij in opvolging van Marc Coucke voorzitter van farmabedrijf Mithra.

## Onderscheidingen
- In januari 2005 werd Shetty door Trends tot Manager van het Jaar 2004 verkozen.[8]
- In 2007 ontving hij van koning Albert II de adellijke titel van baron.
- In 2010 ontving hij een Lifetime Achievement Award in India.
- In 2019 ontving hij een Ereteken van de Vlaamse Gemeenschap.[9]
- In 2021 ontving hij een eredoctoraat van de Universiteit Gent.[10]